# Grupo Pereira
Grupo Pereira, é uma empresa do comércio varejista brasileiro, sendo responsável pelas redes Comper, Fort Atacadista, Farmácias Semprefort, Bate Forte (setor de distribuição), Pera Turismo (agência de viagens) e Perlog (logística).
Fundada em 1962 com o nome Comercial Pereira em Itajaí no estado de  Santa Catarina em 1972 abriu o primeiro supermercado Comper na cidade. Em 1984 inicia seu processo de expansão com a implantação da primeira filial do atacado Bate Forte em Campo Grande no Mato Grosso do Sul e em 1999 inaugura o primeiro atacado cash and carry, Compre Fort, tendo sua primeira unidade em Joinville. Em 2019 lança o Vuon Card e entra no segmento farmacêutico, com a rede Sempre Fort
A empresa conta com 123 unidades e 19 mil funcionários sendo presente nas regiões sul, sudeste e centro oeste do Brasil. Sua sede administrativa está localizada em Campo Grande (MS) e possui escritório na cidade de São Paulo, atualmente é o sétimo maior grupo de varejo alimentar no pais.

## História

### Início
A empresa surgiu em 1962 a partir da fundação da Comercial Pereira em Itajaí em  Santa Catarina, com a comercialização de 13 sacos de farinha transportados em carroças, liderados pelo casal Ignácio e Hiltrude Pereira.  Em 1972 abriu o primeiro supermercado Comper na cidade de Itajaí, em Santa Catarina.

### Crescimento e expansão
No ano de 1984, o grupo inicia a expansão de suas operações a outros estados, com a implantação da primeira filial do atacado Bate Forte em Campo Grande no Mato Grosso do Sul e em 1999 inaugura o primeiro atacado cash and carry, Compre Fort, tendo sua primeira unidade em Joinville em Santa Catarina.
Em 2009, o Compre Fort passa a denominar Fort Atacadista e inaugura suas primeiras filiais na região Centro-Oeste, nos estados de Mato Grosso e Mato Grosso do Sul.
Em 2018, a empresa inicia sua presença no Distrito Federal, com investimento de R$ 1 bilhão com a geração de 5 mil empregos com a abertura de lojas Comper e de um centro de distribuição.
Em 2019 o grupo lança o Vuon Card e entra no segmento farmacêutico, com a rede Sempre Fort, tendo sua primeira unidade inaugurada em Chapecó e em 2021 inaugura o Fort Atacadista Posto, posto de combustível anexo a unidade do Fort Atacadista no bairro Coxipó em Cuiabá no Mato Grosso.

## Divisões

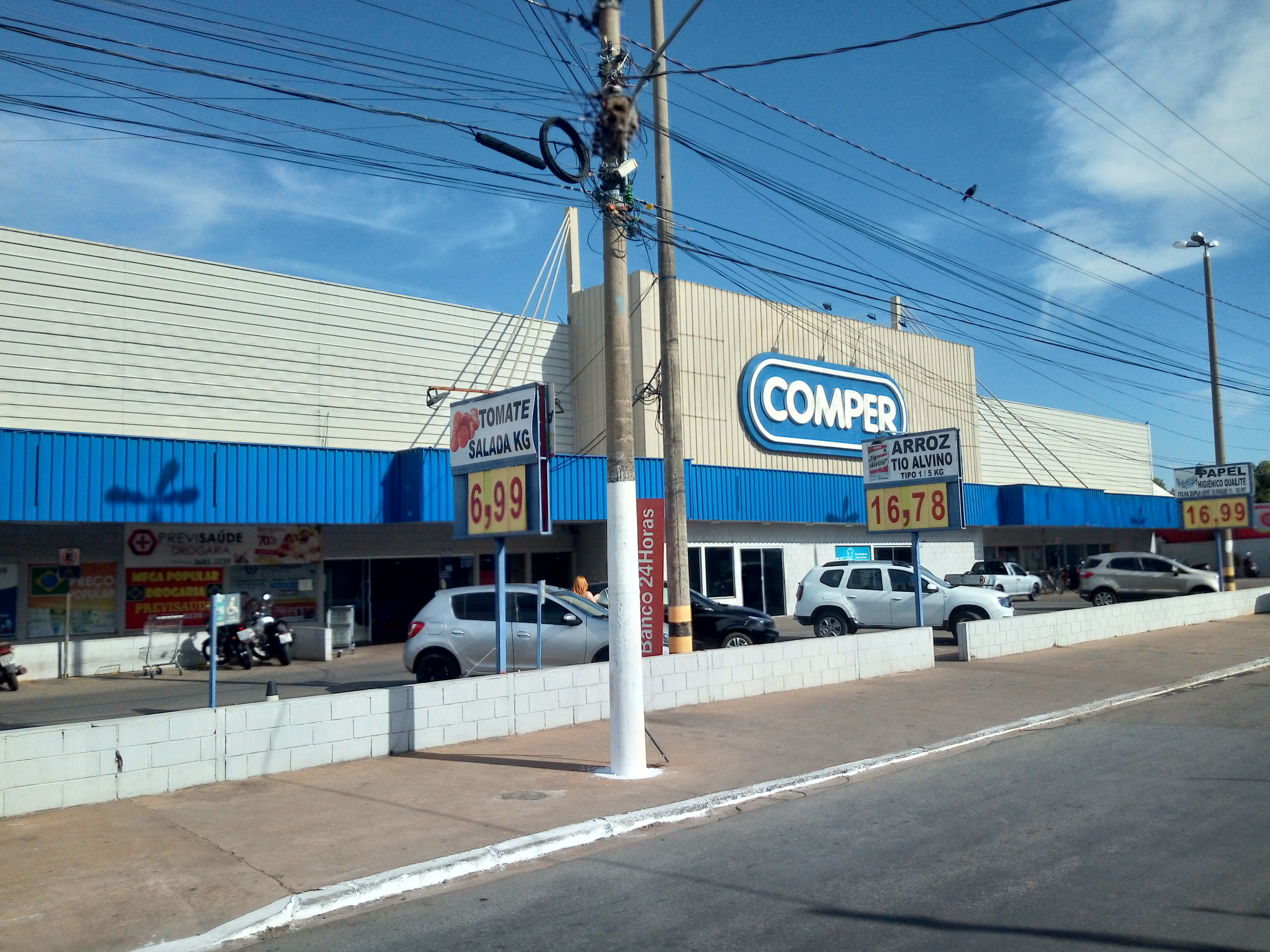
Comper

- Comper - rede de supermercado e hipermercado com presença nas regiões sul e centro oeste, atualmente conta com 31 lojas.[2]
- Fort Atacadista – anteriormente chamado Compre Fort, detém 60 lojas em 7 estados - Mato Grosso, Mato Grosso do Sul, Santa Catarina, São Paulo, Goiás, Rio Grande do Sul e no Distrito Federal.[2]
- Bate Forte  – empresa de distribuição do grupo com atuação em 3 filiais e 780 representantes autônomo.
- Farmácias Semprefort – rede de farmácias com atuação 3 estados e 21 drogarias.[2]
- Perlog – empresa de operação de logística do grupo.
- Pera Turismo – Agência de viagens do grupo.[2]
- Trudys Restaurantes – rede de restaurantes do grupo com atuação nas redes Comper e Fort Atacadista, atualmente conta com 18 unidades.[2]
- Vuon – empresa de serviços financeiros em Private label.[7][10]

## Programas sociais
Em 2007 o Grupo Pereira criou o programa Troco Solidário, na qual consiste na doação do troco das compras, ao longo de sua existência o programa já arrecadou R$ 14 milhões de reais e atendeu cerca de 500 instituições filantrópicas e impactando 250 mil pessoas. Em 2023, o grupo recebeu o prêmio "Destaque do Ano" no evento ESG Summit Brazil, que reconhece organizações e líderes com destaque nas áreas ambiental, social e governança  e no mesmo ano foi o primeiro varejista no Brasil a recebeu o selo Certified Age Friendly Employer (CAFE) da Age Friendly Institute de boas praticas contra o Etarismo, atualmente de seus 17 mil funcionários empregado em suas unidades 2 mil são da faixa etária entre 50 a 60 anos de idade.